# Barrio Bravo
Barrio bravo es un álbum de estudio de Celso Piña y su Ronda Bogotá de 2001.

## Origen
Hacia finales de los años 90 la carrera de Celso Piña y su Ronda Bogotá vivía un "estancamiento". Si bien dicha agrupación era una de las más famosa de la música colombiana en Monterrey, surgieron muchas otras agrupaciones que además de generar más competencia a Piña saturaban las presentaciones en vivo de estos ritmos. Por tanto Piña decidió renovarse.
Por entonces estaban en boga el movimiento musical avanzada regia el cual logró colocar en el mercado mexicano lo producido en Monterrey. Grupos como Control Machete (Mucho barato) y El Gran Silencio (Libres y Locos) se encontraban en el éxito pleno con sus producciones debut, las cuales colocaron entre el gusto joven ritmos como el hip hop y el rap y la cumbia y el vallenato, respectivamente.
Los integrantes de El Gran Silencio conocieron desde su infancia la música de Celso Piña y lo consideraban una influencia en su propio estilo, por lo que su entonces bajista Julián Villarreal propuso a Celso la grabación de un disco diferente a lo que el músico hizo en las últimas décadas y este aceptó incursionar en un nuevo estilo más cercano a bandas de rock, hip hop y dubstep. "Echamos un volado", afirmó Piña, y Villarreal presentó los demos hechos con este a una compañía discográfica y se aceptó su grabación.

## Grabación y estilo
El resultado de esta interacción fue llamado Barrio Bravo, título dado en honor a la colonia Independencia donde vivió Celso Piña. El disco fue grabado en febrero de 2001 en Cuarto De Control Estudios, Monterrey, producido por Julian Villarreal creador del concepto Toy Selectah y por Alfonso Herrera y publicado el 15 de mayo de 2001. El sello del disco fue Metro Casa Musical, S.A. De C.V.
Además de los ritmos colombianos como la cumbia y el vallenato, las canciones fueron producidas con la influencia de ritmos como el reggae, el raggamuffin, la música electrónica, el dubstep, el bolero y ritmos tropicales locales como el sonidero y la cumbia rebajada. Además, contó la colaboración de figuras del rock en México como Rubén Albarrán de Café Tacvba, Blanquito Man de King Changó, Gabriel Bronsman "El queso" de Resorte, Poncho Figueroa de Santa Sabina, Control Machete, El Gran Silencio; también de la música norteña como José Guadalupe Esparza de Bronco.

## Legado
El disco trajo el lanzamiento definitivo de Celso Piña a la fama en México y en el entorno musical de Latinoamérica, la apertura de un nuevo público para su propuesta, el reconocimiento e inclusión de la cumbia y los ritmos tropicales en colaboración con el rock de México así como la consolidación de la carrera de Toy Selectah como productor y compositor. El librillo del disco compacto recogió la opinión del escritor y pensador mexicano Carlos Monsiváis que nombró a Celso Piña como "el acordeonista de Hamelin".
El video de «Cumbia sobre el río» fue grabado en la colonia Independencia por David Ruiz "Letxe".

## Músicos

### Ronda Bogotá
- Celso Piña - voz, acordeón, órgano Vox
- Rubén Piña - batería
- Eduardo "Lalo" Piña - bajo
- Enrique Piña - guacharaca

### Músicos invitados
- Gilberto Ábrego - guitarra
- Raul Chapa - coros
- Gerardo García . guitarras
- Aarón Martínez - bajoquinto

## Producción
- Julian Villarreal  mezcla y producción
- Toy Selectah - mezcla y producción
- Alfonso Herrera - producción
- Manuel Herrera - grabación y mezcla
- Mario Videgaray - arte del disco

## Lista de canciones
| N.º | Título                     | Colaboración                     | Duración |  |
| 1.  | «Cumbia sobre el río»      | con Pato Machete y Blanquito Man | 5:42     |  |
| 2.  | «Interludio»               |                                  | 0:05     |  |
| 3.  | «Si mañana»                |                                  | 3:03     |  |
| 4.  | «Sólo quiero un xodo»      |                                  | 3:34     |  |
| 5.  | «Viviendo en sueños»       |                                  | 4:08     |  |
| 6.  | «Al pensar en ti»          |                                  | 3:55     |  |
| 7.  | «Aunque no sea conmigo»    | con Café Tacvba                  | 3:30     |  |
| 8.  | «Cumbia de la paz»         | con Alejandro Marcovich          | 3:30     |  |
| 9.  | «Gitana»                   |                                  | 5:22     |  |
| 10. | «Cumbia poder»             | con El Gran Silencio             | 5:22     |  |
| 11. | «Verseando pa' mis amigos» |                                  | 4:22     |  |
| 12. | «Interludio 2»             |                                  |          |  |
| 13. | «Sé que no gustas de mí»   |                                  | 3:34     |  |

## Premios y reconocimientos
- Nominación al Premio Grammy Latino, 2001
- Disco de platino por la Amprofón por 150 mil copias vendidas[11]